# Свержинская, Арина
Ари́на Свержи́нская (; род. 7 августа 1996, Минск) — белорусская кёрлингистка, тренер по кёрлингу.
Кандидат в мастера спорта.
Член национальной женской сборной команды Белоруссии.
В «классическом» кёрлинге (команда из четырёх человек одного пола) в основном играет на позиции второго.
Занимается кёрлингом с 2011 года.

## Достижения
- Чемпионат Беларуси по кёрлингу среди смешанных пар: бронза (2015).

## Команды
| Сезон                                               | Четвёртый           | Третий              | Второй              | Первый              | Запасной            | Тренер           | Турниры                   |
| --------------------------------------------------- | ------------------- | ------------------- | ------------------- | ------------------- | ------------------- | ---------------- | ------------------------- |
| 2011—12                                             | Екатерина Кириллова | Алина Павлючик      | Наталия Свержинская | Сюзанна Ивашина     | Арина Свержинская   |                  | ЧЕ 2012 (гр. C)           |
| 2012—13                                             | Екатерина Кириллова | Алина Павлючик      | Сюзанна Ивашина     | Наталия Свержинская | Арина Свержинская   | Дмитрий Кириллов | ЧЕ 2012 (19 место)        |
| 2013—14                                             | Алина Павлючик      | Наталия Свержинская | Евгения Орлис       | Екатерина Кириллова | Арина Свержинская   | Артис Зентелис   | ЧЕ 2013 (17 место)        |
| 2014—15                                             | Алина Павлючик      | Наталия Свержинская | Сюзанна Ивашина     | Екатерина Кириллова | Арина Свержинская   | Катя Киискинен   | ЧЕ 2014 (19 место)        |
| 2015—16                                             | Алина Павлючик      | Daria Bogatova      | Наталия Свержинская | Арина Свержинская   | Маргарита Дешук     | Александр Орлов  | ЧЕ 2015 (гр. C) (4 место) |
| 2016—17                                             | Алина Павлючик      | Сюзанна Ивашина     | Арина Свержинская   | Маргарита Дешук     | Наталия Свержинская | Александр Орлов  | ЧЕ 2016 (17 место)        |
| 2017—18                                             | Алина Павлючик      | Сюзанна Ивашина     | Арина Свержинская   | Маргарита Дешук     | Наталия Свержинская | Александр Орлов  | ЧЕ 2017 (20 место)        |
| 2018—19                                             | Алина Павлючик      | Сюзанна Ивашина     | Арина Свержинская   | Маргарита Дешук     | Наталия Свержинская | Александр Орлов  | ЧЕ 2019 (гр. C)           |
| Кёрлинг среди смешанных команд (mixed curling)      |                     |                     |                     |                     |                     |                  |                           |
| 2015—16                                             | Дарья Богатова      | Алексей Смотрин     | Арина Свержинская   | Юрий Добров         |                     |                  | ЧБСК 2016 (5 место)       |
| 2016—17                                             | Сюзанна Ивашина     | Юрий Караневич      | Арина Свержинская   | Виталий Бурмистров  |                     |                  | ЧБСК 2017 (5 место)       |
| 2017—18                                             | Арина Свержинская   | Макар Баркан        | Света Плешак        | Казимир Юркевич     |                     |                  | ЧБСК 2018 (7 место)       |
| 2018—19                                             | Илья Шоломицкий     | Татьяна Торсунова   | Евгений Тамкович    | Арина Свержинская   |                     |                  | ЧБСК 2019 (4 место)       |
| Кёрлинг среди смешанных пар (mixed doubles curling) |                     |                     |                     |                     |                     |                  |                           |
| 2015—16                                             | Андрей Юркевич      | Арина Свержинская   |                     |                     |                     |                  | ЧБСП 2015                 |
| 2016—17                                             | Андрей Юркевич      | Арина Свержинская   |                     |                     |                     |                  | ЧБСП 2016 (5 место)       |
| 2018—19                                             | Александр Демещенко | Арина Свержинская   |                     |                     |                     |                  | ЧБСП 2019 (8 место)       |

(скипы выделены полужирным шрифтом)

## Результаты как тренера национальных сборных
| Год  | Турнир                                                            | Сборная                | Место |
| ---- | ----------------------------------------------------------------- | ---------------------- | ----- |
| 2019 | Чемпионат мира по кёрлингу среди юниоров (группа Б) 2019 (январь) | Беларусь (юниоры муж.) | 24    |

## Частная жизнь
Окончила Белорусский государственный университет.
Её мать Наталия Свержинская — тоже кёрлингистка, они многократно играли в одной команде.